# Johannes Bleive
Johannes Bleive (* 17. November 1909 in Tartu; † 16. Mai 1991 ebenda) war ein estnischer Komponist.

## Leben
Johannes Bleive war ein Sohn des orthodoxen Priesters und Märtyrers Michael Bleive (1873–1919). Er studierte von 1928 bis 1931 an der Höheren Musikschule in Tartu das Fach Violine und von 1931 bis 1938 das Fach Komposition (in der Klasse von Heino Eller). Ein Jahr später schloss er als Externer in der Kompositionsklasse von Artur Kapp sein Studium am Tallinner Konservatorium (heute Estnische Musik- und Theaterakademie) ab.
Von 1940 bis 1985 war Bleive Dozent für Musiktheorie an der Tartuer Musikschule. Daneben war er als Dirigent und Musikkritiker tätig. Vor allem aber wurde Bleive als Komponist in Estland und darüber hinaus bekannt.

## Werke (Auswahl)
- 1. Klaviersonate (1937)
- Ränduri laulud (Kantate, 1939)
- Mereetüüdid (Klavierzyklus, 1963)
- Sügisesed puud (Liederzyklus, 1963)
- Neoontulede mäng (Stück für Orchester, 1973)
- Sajanditest läbi (Oratorium, 1971)